# Sophos
Sophos — производитель средств информационной безопасности для настольных компьютеров, серверов, мобильных устройств, почтовых систем и сетевых шлюзов. Компания создаёт программные и программно-аппаратные продукты для борьбы с вирусами, шпионским ПО, для фильтрации спама и противодействия вредоносным атакам, а также разрабатывает криптографические средства, системы противодействия фишингу и многое другое. Основной фокус в развитии компании - только продукты информационной безопасности, с переходом на облачные платформы и достижению «комплексной безопасности». Компания Sophos зарегистрирован на Лондонской фондовой бирже и является составной частью индекса FTSE 250.
Sophos производит решения для безопасности более 30 лет. Сегодня продукты компании помогают защитить сети, которыми пользуются более 100 миллионов человек в более чем 150 странах и более чем 100 000 организаций, включая такие компании, как Pixar, Under Armour, Northrop Grumman, Xerox, Ford, Avis и Toshiba. По мере усложнения ИТ-сетей компания стремится обеспечить простоту и надежность ИТ-безопасности. В компании считают, что правильная стратегия безопасности должна включать защиту сети, серверов и устройств - всех устройств, которые легко управляются через облачную консоль Sophos Central.
Компания Sophos сфокусирована на продажах в секторе SMB, а не Enterprise, что довольно необычно. Это наложило определённый отпечаток на производимые решения, и в частности: все интерфейсы максимально просты и интуитивно понятны, сложные технологии делаются более простыми и доступными, есть возможность управлять решениями централизованно.
В компании Sophos приняли решение предоставлять всем желающим ряд своих продуктов совершенно бесплатно. Для домашнего использования совершенно свободно доступны классический антивирус (Windows, Linux, macOS), антивирус для мобильных устройств (Android, Windows 10 и iOS), а также софтовый UTM / NG FW для защиты домашней сети (до 50 устройств). В итоге подписки решений для домашнего использования были объединены под брендом Sophos Home.

## История
В 2007 году Sophos приобрела ENDFORCE, компанию, базирующуюся в Огайо, США, которая разрабатывала и продавала программное обеспечение для обеспечения соответствия политикам безопасности и контроля доступа к сети (NAC).
В мае 2011 года Sophos объявила о приобретении Astaro, частного поставщика решений для сетевой безопасности со штаб-квартирой в Уилмингтоне, штат Массачусетс, США, и в Карлсруэ, Германия. В то время Astaro был 4-м по величине поставщиком UTM (Unified Threat Management), и хотя сделка имела смысл, в то время Forbes сомневался в ее жизнеспособности.
В феврале 2014 года Sophos объявила о приобретении Cyberoam Technologies, поставщика продуктов для сетевой безопасности. В июне 2015 года Sophos объявила о планах привлечь 100 миллионов долларов США на Лондонской фондовой бирже. Sophos была размещена на FTSE в сентябре 2015 года.
В феврале 2017 года Sophos приобрела Invincea., компания-разработчик программного обеспечения, которая обеспечивает обнаружение угроз вредоносных программ, их предотвращение и криминалистическую экспертизу перед взломом.
В марте 2020 года Thoma Bravo приобрела Sophos за 3,9 миллиарда долларов США.

## Продукты

### Продукты для бизнеса
Central Managemen:
- Sophos Central — web-сервис централизованного мониторинга и управления облачными решениями Sophos.

Network Protection:
- Sophos SG UTM — линейка UTM-решений
- Sophos XG Firewall — линейка фаерволов следующего поколения
- Sophos Secure Web Gateway — шлюзовое решение для безопасного доступа в web

E-mail Protecion:
- Sophos Email Protection — шлюзовое решение для безопасноq работы с почтой, включая антиспам
- Sophos Phish Threat — сервис по аудиту и обучению сотрудников на противодействие фишингу

Endpoint Protection:
- Sophos Endpoint Protection — классический антивирус для рабочих станций
- Sophos Intercept X — антивирус следующего поколения для рабочих станций
- Sophos Intercept X + EDR — антивирус следующего поколения с системой расследования инцидентов (Endpoint Detection & Response) для рабочих станций
- Sophos Mobile Protection — антивирус для мобильных устройств на базе iOS, Android, Windows 10, macOS
- Sophos Mobile — решение класса Unified Endpoint Management
- Sophos SafeGuard Encryption — решение для шифрования файлов, каталогов и отдельных носителей информации
- Sophos Wireless — две линейки оборудование Secured Wi-Fi

Server Protection:
- Sophos Server Protection — классический антивирус для серверов
- Sophos Intercept X for Server — антивирус следующего поколения для серверов
- Sophos Intercept X + EDR — антивирус следующего поколения с системой расследования инцидентов (Endpoint Detection & Response) для серверов

Cloud Protection:
- Sophos Cloud Optix — сервис аудита облачной инфраструктуры на наличие уязвимостей и неверных настроек

### Продукты для бесплатного использования
- Virus Removal Tool
- Sophos Home for PCs and Macs
- Sophos UTM Home Edition
- Sophos XG Firewall Home Edition
- Sophos Mobile Security for iOS
- Sophos Mobile Security for Android
- Sophos Antivirus for Linux Free Edition
- HitmanPro – Malware Removal Tool
- Sandboxie

Страница с актуальным списком продуктов Sophos - https://www.sophos.com/en-us/products.aspx